# Giải đua xe Công thức 1 2015

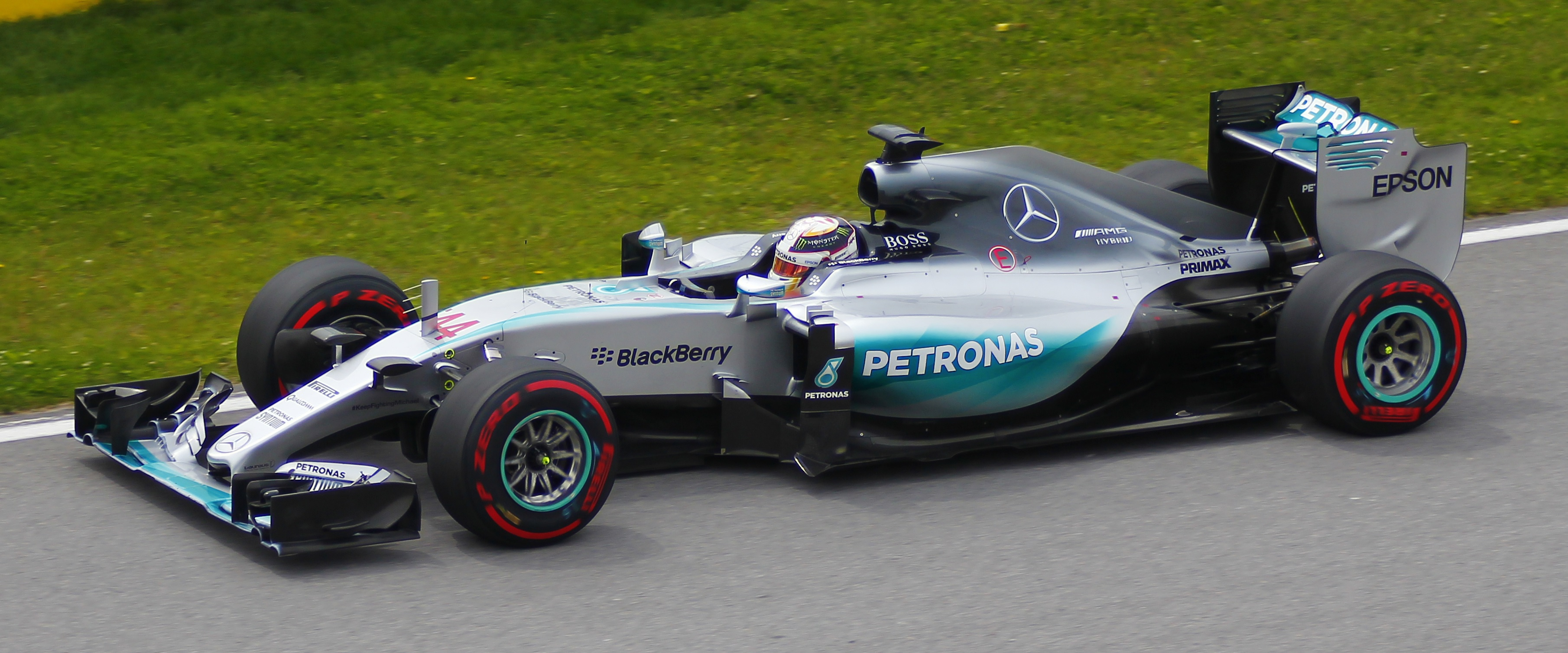
Mercedes giành chức vô địch hạng mục đội đua lần thứ hai liên tiếp tại giải đua ô tô Công thức 1 Nga với chiếc xe đua Mercedes F1 W06 Hybrid.

Giải đua xe Công thức 1 2015 là mùa giải thứ 66 của Công thức 1 do Liên đoàn Ô tô Quốc tế (FIA) tổ chức. Giải này bao gồm 19 chặng đua, bắt đầu ở Úc vào ngày 15 tháng 3 và kết thúc ở Abu Dhabi vào ngày 29 tháng 11.
Lewis Hamilton là đương kim vô địch hạng mục tay đua sau khi giành được danh hiệu thứ hai của mình tại giải đua ô tô Công thức 1 Abu Dhabi 2014. Đội đua của anh, Mercedes, đã bắt đầu mùa giải với tư cách là đương kim vô địch hạng mục đội đua sau khi vô địch lần đầu tiên tại giải đua ô tô Công thức 1 Nga 2014.
So với năm 2014, lịch đua có hai thay đổi: Đầu tiên là sự trở lại của giải đua ô tô Công thức 1 México kể từ năm 1992. Sự thay đổi khác là giải đua ô tô Công thức 1 Đức bị hủy bỏ sau khi không thống nhất về địa điểm tổ chức, khiến Đức lần đầu tiên không tổ chức một sự kiện Công thức 1 nào kể từ 55 năm.
Hamilton đã giành được chức vô địch hạng mục tay đua thứ ba của mình từ ba chặng đua còn lại. Người đứng thứ nhì là đồng đội của anh, Nico Rosberg và người đứng thứ ba là Sebastian Vettel của Ferrari. Mercedes đã giành chức vô địch hạng mục đội đua tại giải đua ô tô Công thức 1 Nga trước Ferrari và Williams và đồng thời kết thúc mùa giải với số điểm kỷ lục là 703. Hamilton cũng đã giành được giải thưởng FIA Pole Trophy với tổng cộng 11 vị trí pole trong mùa giải và giải thưởng Vòng đua nhanh nhất DHL. Ferrari lần đầu tiên giành được giải thưởng Lần đổi lốp Nhanh nhất DHL.

## Các tay đua và đội đua
Bảng này liệt kê tất cả các tay đua có hợp đồng với đội đua với tư cách là tay đua chính hoặc tay đua dự bị/lái thử cho mùa giải 2015. Các đội đua sau đây được sắp xếp theo thứ tự của bảng xếp hạng các đội đua vào năm 2014. Tất cả các đội đua thi đấu trong mùa giải này sử dụng lốp Pirelli.
| Đội đua                       | Xe đua                               | Động cơ                | Số xe | Tay đua          | Số chặng đua đã tham gia | Tay đua lái thử/dự bị                                     |
| ----------------------------- | ------------------------------------ | ---------------------- | ----- | ---------------- | ------------------------ | --------------------------------------------------------- |
| Mercedes AMG Petronas F1 Team | Mercedes F1 W06 Hybrid               | Mercedes PU106B Hybrid | 6     | Nico Rosberg     | Tất cả                   | Pascal Wehrlein                                           |
| Mercedes AMG Petronas F1 Team | Mercedes F1 W06 Hybrid               | Mercedes PU106B Hybrid | 44    | Lewis Hamilton   | Tất cả                   | Pascal Wehrlein                                           |
| Infiniti Red Bull Racing      | Red Bull RB11                        | Renault Energy F1-2015 | 3     | Daniel Ricciardo | Tất cả                   | Sébastien Buemi António Félix da Costa Pierre Gasly       |
| Infiniti Red Bull Racing      | Red Bull RB11                        | Renault Energy F1-2015 | 26    | Daniil Kvyat     | Tất cả                   | Sébastien Buemi António Félix da Costa Pierre Gasly       |
| Williams Martini Racing       | Williams FW37                        | Mercedes PU106B Hybrid | 19    | Felipe Massa     | Tất cả                   | Alex Lynn Adrian Sutil Susie Wolff                        |
| Williams Martini Racing       | Williams FW37                        | Mercedes PU106B Hybrid | 77    | Valtteri Bottas  | Tất cả                   | Alex Lynn Adrian Sutil Susie Wolff                        |
| Scuderia Ferrari              | Ferrari SF15-T                       | Ferrari 060            | 5     | Sebastian Vettel | Tất cả                   | Marc Gené Esteban Gutiérrez Davide Rigon Jean-Éric Vergne |
| Scuderia Ferrari              | Ferrari SF15-T                       | Ferrari 060            | 7     | Kimi Räikkönen   | Tất cả                   | Marc Gené Esteban Gutiérrez Davide Rigon Jean-Éric Vergne |
| McLaren Honda                 | McLaren MP4-30                       | Honda RA615H           | 14    | Fernando Alonso  | Tất cả                   | Kevin Magnussen Oliver Turvey Stoffel Vandoorne           |
| McLaren Honda                 | McLaren MP4-30                       | Honda RA615H           | 20    | Kevin Magnussen  | Tất cả                   | Kevin Magnussen Oliver Turvey Stoffel Vandoorne           |
| McLaren Honda                 | McLaren MP4-30                       | Honda RA615H           | 22    | Jenson Button    | Tất cả                   | Kevin Magnussen Oliver Turvey Stoffel Vandoorne           |
| Sahara Force India F1 Team    | Force India VJM08 Force India VJM08B | Mercedes PU106B Hybrid | 11    | Sergio Pérez     | Tất cả                   | Alfonso Celis jr. Steven Goldstein                        |
| Sahara Force India F1 Team    | Force India VJM08 Force India VJM08B | Mercedes PU106B Hybrid | 27    | Nico Hülkenberg  | Tất cả                   | Alfonso Celis jr. Steven Goldstein                        |
| Scuderia Toro Rosso           | Toro Rosso STR10                     | Renault Energy F1-2015 | 33    | Max Verstappen   | Tất cả                   | Không có                                                  |
| Scuderia Toro Rosso           | Toro Rosso STR10                     | Renault Energy F1-2015 | 55    | Carlos Sainz Jr. | Tất cả                   | Không có                                                  |
| Lotus F1 Team                 | Lotus E23 Hybrid                     | Mercedes PU106B Hybrid | 8     | Romain Grosjean  | Tất cả                   | Adderly Fong Carmen Jordá Jolyon Palmer                   |
| Lotus F1 Team                 | Lotus E23 Hybrid                     | Mercedes PU106B Hybrid | 13    | Pastor Maldonado | Tất cả                   | Adderly Fong Carmen Jordá Jolyon Palmer                   |
| Manor Marussia F1 Team        | Marussia MR03B                       | Ferrari 059/3          | 28    | Will Stevens     | Tất cả                   | Rio Haryanto Jordan King Fabio Leimer                     |
| Manor Marussia F1 Team        | Marussia MR03B                       | Ferrari 059/3          | 98    | Roberto Merhi    | 1–12, 15, 19             | Rio Haryanto Jordan King Fabio Leimer                     |
| Manor Marussia F1 Team        | Marussia MR03B                       | Ferrari 059/3          | 53    | Alexander Rossi  | 13–14, 16–18             | Rio Haryanto Jordan King Fabio Leimer                     |
| Sauber F1 Team                | Sauber C34                           | Ferrari 060            | 9     | Marcus Ericsson  | Tất cả                   | Adderly Fong Raffaele Marciello                           |
| Sauber F1 Team                | Sauber C34                           | Ferrari 060            | 12    | Felipe Nasr      | Tất cả                   | Adderly Fong Raffaele Marciello                           |

Chú thích:
1. ↑  Lewis Hamilton quyết định tiếp tục thi đấu với số 44. Mặc dù tham gia mùa giải này với tư cách là đương kim vô địch, Hamilton cũng có thể sử dụng số xe 1.

### Thay đổi tay đua
- Fernando Alonso trở lại McLaren sau lần đầu tiên vào năm 2007 để thay thế Kevin Magnussen tại McLaren[28]. Sau một tai nạn trong buổi thử nghiệm trước mùa giải, Alonso rút lui khỏi giải đua ô tô Công thức 1 Úc, chặng đua mở màn của mùa giải, và Magnussen trở lại với tư cách tay đua thay thế tạm thời[29].
- Sebastian Vettel rời Red Bull Racing vào cuối mùa giải 2014 sau sáu năm gắn bó với đội và chín năm gắn bó với chương trình phát triển tay đua của đội để gia nhập Ferrari và thay thế Alonso[30]. Daniil Kvyat được thăng chức từ Toro Rosso để lấp chỗ đua còn trống[31].
- Toro Rosso đã thay đổi toàn bộ đội hình tay đua của họ: sau khi Kvyat đựoc thăng lên Red Bull, đội đã không gia hạn hợp đồng với Jean-Éric Vergne. Vì vậy, Vergne phải chuyển sang Công thức E và đồng thời anh cũng trở thành tay đua phát triển của Ferrari[32]. Cả Kvyat lẫn Vergne được thay thế bởi Carlos Sainz Jr., nhà vô địch giải đua xe Formula Renault 3.5 Series 2014[33], và Max Verstappen, người về thứ ba tại giải đua xe Công thức 3 Châu Âu 2014. Verstappen trở thành tay đua trẻ nhất bắt đầu sự nghiệp Công thức 1 khi mới 17 tuổi 164 ngày[34].
- Sauber sa thải Esteban Gutiérrez và Adrian Sutil và thay thế cả hai với Marcus Ericsson, cựu tay đua Caterham F1 Team[35], và Felipe Nasr, tay đua từ giải đua xe GP2[36]. Vì vậy, Gutiérrez và Sutil lần lượt gia nhập Ferrari[37] và Williams[38] với tư cách là tay đua dự bị.
- Cũng như Toro Rosso và Sauber, Manor Marussia cũng thay đổi toàn bộ đội hình tay đua. Họ thuê Will Stevens, cựu tay đua của Caterham F1 Team, để đua trong toàn bộ mùa giải đầu tiên của mình[39] trong khi Roberto Merhi, một cựu tay đua khác của Caterham F1 Team, nhận một hợp đồng ngắn hạn và đồng thời cũng tham gia giải đua xe Công thức Renault 3.5[40]. Max Chilton rời đội và tham gia giải đua xe Indy Lights[41] trong khi Jules Bianchi qua đời vì hôn mê vào đầu mùa giải và chấn thương tại giải đua ô tô Công thức 1 Nhật Bản năm ngoái[42]. Alexander Rossi sau đó được Manor Marussia thuê để ra mắt với đội tại giải đua ô tô Công thức 1 Singapore để thay thế Merhi. Sau chặng đua ở Singapore, Merhi trở lại đội cho chặng đua ở Nga và Abu Dhabi và cùng chia sẻ chỗ đua với Rossi trong phần còn lại của mùa giải[43].
- Kamui Kobayashi tiếp tục tham gia giải đua xe Super Formula Nhật Bản sau khi không tìm được chỗ đua nào vì đội cũ của anh, Caterham F1 Team, gặp phá sản[44].

### Thay đổi đội đua
- Trong mùa giải này, McLaren và Lotus F1 Team đều thay đổi nhà cung cấp động cơ:
  - McLaren đã kết thúc mối quan hệ hợp tác kéo dài 20 năm với Mercedes-Benz để quay trở lại với Honda kể từ năm 1992. Honda đã vắng mặt bảy năm trong Công thức 1 và trước đó công ty này đã cung cấp động cơ cho British American Racing và Jordan Grand Prix cho đến khi họ mua đội British American Racing vào năm 2006 và sau đó tham gia với tư cách là đội đua cho đến năm 2008[45].
  - Lotus F1 Team chấm dứt hợp tác với Renault và chuyển sang sử dụng động cơ của Mercedes[46]. Điều này đã kết thúc 20 năm gắn bó của Renault với đội đua có trụ sở tại Enstone (Lotus F1 Team trước đây tham gia với tên gọi Benetton Formula từ năm 1992 đến năm 2001 và với tên gọi Renault từ năm 2002 đến năm 2011).
- Vào cuối mùa giải 2014, Caterham F1 Team và Marussia đều gặp phá sản. Trong khi Marussia được cứu khỏi sự phá sản trong gang tấc vào tháng 2 năm 2015[47], Caterham đã giải thể và tài sản của đội đã được bán đấu giá bởi các quản trị viên công ty sau khi mùa giải bắt đầu[48].

## Lịch đua
19 chặng đua sau đây diễn ra vào năm 2015:
| Stt | Chặng đua                             | Trường đua                                    | Ngày        |
| --- | ------------------------------------- | --------------------------------------------- | ----------- |
| 1   | Giải đua ô tô Công thức 1 Úc          | Trường đua Albert Park, Melbourne             | 15 tháng 3  |
| 2   | Giải đua ô tô Công thức 1 Malaysia    | Trường đua Sepang International, Kuala Lumpur | 29 tháng 3  |
| 3   | Giải đua ô tô Công thức 1 Trung Quốc  | Trường đua Shanghai International, Thượng Hải | 12 tháng 4  |
| 4   | Giải đua ô tô Công thức 1 Bahrain     | Trường đua Bahrain International, Sakhir      | 19 tháng 4  |
| 5   | Giải đua ô tô Công thức 1 Tây Ban Nha | Trường đua Barcelona-Catalunya, Montmeló      | 10 tháng 5  |
| 6   | Giải đua ô tô Công thức 1 Monaco      | Trường đua Monaco, Monte Carlo                | 24 tháng 5  |
| 7   | Giải đua ô tô Công thức 1 Canada      | Circuit Gilles Villeneuve, Montreal           | 7 tháng 6   |
| 8   | Giải đua ô tô Công thức 1 Áo          | Red Bull Ring, Spielberg                      | 21 tháng 6  |
| 9   | Giải đua ô tô Công thức 1 Anh         | Trường đua Silverstone, Silverstone           | 5 tháng 7   |
| 10  | Giải đua ô tô Công thức 1 Hungary     | Hungaroring, Mogyoród                         | 26 tháng 7  |
| 11  | Giải đua ô tô Công thức 1 Bỉ          | Trường đua Spa-Francorchamps, Stavelot        | 23 tháng 8  |
| 12  | Giải đua ô tô Công thức 1 Ý           | Trường đua Monza, Monza                       | 6 tháng 9   |
| 13  | Giải đua ô tô Công thức 1 Singapore   | Trường đua đường phố Marina Bay, Singapore    | 20 tháng 9  |
| 14  | Giải đua ô tô Công thức 1 Nhật Bản    | Trường đua Suzuka International, Suzuka       | 27 tháng 9  |
| 15  | Giải đua ô tô Công thức 1 Nga         | Trường đua Sochi, Sochi                       | 11 tháng 10 |
| 16  | Giải đua ô tô Công thức 1 Hoa Kỳ      | Trường đua Americas, Austin, Texas            | 25 tháng 10 |
| 17  | Giải đua ô tô Công thức 1 México      | Trường đua Anh em Rodríguez, Thành phố México | 1 tháng 11  |
| 18  | Giải đua ô tô Công thức 1 Brasil      | Trường đua José Carlos Pace, São Paulo        | 15 tháng 11 |
| 19  | Giải đua ô tô Công thức 1 Abu Dhabi   | Trường đua Yas Marina, Abu Dhabi              | 29 tháng 11 |

### Thay đổi lịch đua

Giải đua ô tô Công thức 1 México ở trường đua Anh em Rodríguez chính thức quay trở lại lịch đua năm 2015 sau khi vắng mặt kể từ năm 1986.

Một chặng đua mới xuất hiện trong mùa này là giải đua ô tô Công thức 1 México (ngày nay là giải đua ô tô Công thức 1 Thành phố México). Chặng đua này cũng được đưa vào lịch đua tạm thời cho mùa giải 2014 nhưng không được đưa vào lịch cuối cùng của năm 2014. Giải đua ô tô Công thức 1 Hàn Quốc xuất hiện lần cuối cùng trong lịch đua vào năm 2013. Mặc dù sự kiện này quay trở lại lịch trong thời gian, tuy nhiên, nhà quản lý không chắc cuộc đua sẽ diễn ra ở đâu. Ngoài trường đua Korea International ở Yeongam, một truờng đua đường phố ở Seoul cũng được đề cập đến. Đây đã có thể là lần đầu tiên trong lịch sử Công thức 1, lịch đua sẽ bao gồm 21 chặng đua trong một mùa giải. Thế nhưng, vào ngày 6 tháng 1 năm 2015, FIA thông báo rằng giải đua ô tô Công thức 1 Hàn Quốc đã bị xóa khỏi lịch khiến số lượng chặng đua xuống còn 20.
Việc thay đổi địa điểm mỗi năm một lần của giải đua ô tô Công thức 1 Đức từ trường đua Hockenheimring sang trường đua Nürburgring không được xác nhận sau khi lịch đua chính thức được công bố do sự thay đổi quyền sở hữu của ban quản lý trường đua Nürburgring. Ông Bernie Ecclestone cho biết, vào giữa tháng 1 năm 2015, các cuộc đàm phán đang được tiến hành với ban quản lý trường đua Hockenheimring về việc tổ chức cuộc đua vì giải đua ô tô Công thức 1 Đức không thể diễn ra tại Nürburgring vì không có ai ở đó. Giám đốc điều hành trường đua Nürburgring, ông Carsten Schumacher, thừa nhận rằng Nürburgring không có hợp đồng cho năm 2015 trong khi giám đốc điều hành trường đua Hockenheimring, ông Georg Seiler, xác nhận rằng hợp đồng hiện tại của Hockenheimring chỉ bao gồm các cuộc đua cho những năm 2016 và 2018. Trong một bản fax gửi tới tờ báo Rhein-Zeitung vào ngày 2 tháng 2 năm 2015, Ecclestone đã viết rằng sẽ không có bất kỳ một chặng đua Công thức 1 nào được tổ chức ở Đức. Tuy nhiên, sau đó ông nói với Reuters rằng giải đua ô tô Công thức 1 Đức khó có thể tiếp tục diễn ra nhưng các bên có sẵn những nỗ lực để cứu sự kiện đó. Vào ngày 17 tháng 3, ban quản lý trường đua Hockenheimring thông báo rằng họ sẽ không tổ chức một chặng đua Công thức 1 nào mặc dù Mercedes-Benz đã đề nghị đóng góp 12 triệu euro cho chi phí của cuộc đua theo báo cáo của các phương tiện truyền thông. Hai ngày sau, ban quản lý của trường đua Nürburgring cũng thông báo rằng họ sẽ không tổ chức sự kiện này. Vì vậy, giải đua ô tô Công thức 1 Đức chính thức bị hủy bỏ vào ngày 20 tháng 3.

## Thay đổi quy định

### Thay đổi quy định kỹ thuật

#### Bộ nguồn
Số lượng bộ nguồn mà tay đua có thể sử dụng trong một mùa giải đã giảm từ năm vào năm 2014 xuống còn bốn vào năm 2015. Quy định này đã được điều chỉnh sau giải đua ô tô Công thức 1 Anh 2015 với việc các nhà sản xuất bộ nguồn mới được phép sử dụng một bộ nguồn khác trong mùa giải thi đấu đầu tiên của họ. Nhà sản xuất bộ nguồn duy nhất bị ảnh hưởng trong mùa giải 2015 là Honda. Honda được phép tận dụng quy tắc này mặc dù nó đã được xóa sau khi mùa giải bắt đầu. Các quy tắc liên quan đến phát triển động cơ đã được giới thiệu cho mùa trước cũng đã được thay đổi với việc các nhà sản xuất được phép thực hiện một nửa quá trình phát triển được phép vào năm 2014.

#### Mũi xe
Sau phản ứng dữ dội về thiết kế mũi xe "xấu xí" vào năm 2014, FIA đã sửa đổi các quy tắc liên quan đến thiết kế mũi xe cho mùa giải 2015. Mũi xe năm 2015 thấp hơn so với năm 2014 và giữ lại tiết diện tối thiểu. Mặc dù vậy, chúng phải thuôn nhọn đến một điểm với tốc độ tuyến tính cố định để loại bỏ hiệu quả các hình dạng ngón tay ấn tượng được thấy trong năm 2014 để có hình dạng thẳng hơn. Hơn nữa, thiết kế của mũi phải đối xứng và nhất quán với đường tâm của xe. Do đó, FIA đã cấm tất cả các đội đua thiết kế mũi xe theo kiểu kỳ lạ hơn, chẳng hạn như kiểu "hình ngà voi đôi" được Lotus sử dụng trên chiếc xe đua Lotus E22 của đội vào năm ngoái.

#### Trọng lượng
Trọng lượng tối thiểu của xe đua đã được tăng lên 702 kg, hơn 10 kg so với năm 2014. Quy định mới này đã giải quyết những lo ngại được đưa ra vào năm trước rằng giới hạn trọng lượng nhẹ hơn buộc tay đua cao hơn trở nên gầy gò một cách không lành mạnh. Quy định cấm hệ thống treo liên kết phía trước và phía sau (FRIC) đã được thực hiện vào giữa mùa giải 2014 đã được chính thức hóa cùng với các quy định nêu rõ rằng hệ thống treo lốp trước và sau phải được thiết kế sao cho bất kỳ sự thay đổi nào trong hiệu suất phải là kết quả trực tiếp của sự thay đổi tải áp dụng riêng cho chúng. Các tấm chống xâm nhập ở cả hai bên của ô sinh tồn được mở rộng lên trên mép buồng lái và dọc theo đầu tay đua để cải thiện sự an toàn của tay đua trong trường hợp có tác động phụ. Các khối trượt bằng titan ở mặt dưới của xe đua bắt buộc phải có trong mùa giải 2015 dẫn đến xe đua tạo ra tia lửa điện trở lại khi gầm xe chạm vào đường đua.

### Thay đổi quy định thể thao

#### Án phạt
Một số quy tắc liên quan đến án phạt đã được thay đổi cho mùa giải 2015. Trong mùa giải 2015, các án phạt không còn được áp dụng đối với việc thay thế đơn vị năng lượng vượt quá số lượng tối đa cho phép mỗi mùa. Ngoài ra, các án phạt tiếp tục được áp dụng cộng dồn cho việc thay thế các bộ phận riêng lẻ của bộ nguồn và được áp dụng với ảnh hưởng đến vị trí xuất phát của tay đua. Điều đó không thể áp dụng đầy đủ thì phần còn lại của hình phạt không còn nữa. Thay vào đó, án phạt được chuyển sang cuộc đua tiếp theo nhưng thay vào đó được áp dụng dưới hình thức phạt thời gian trong cuộc đua tương ứng cùng với tụt xuống vị trí cuối cùng. Điều này đã được điều chỉnh và có hiệu lực sau giải đua ô tô Công thức 1 Anh 2015 để khiến việc tụt xuống vị trí xuất phát cuối cùng trở thành hình phạt tối đa cho những thay đổi động cơ. Thêm vào đó, các án phạt thời gian phải được thi hành sẽ được loại bỏ trong cuộc đua.
Cũng như hình phạt năm giây hiện tại có thể được thực hiện trong lúc đổi lốp trong suốt cuộc đua, một án phạt mười giây mới đã được đưa vào và án phạt này cũng được thực hiện tương tự như án phạt năm giây. Nếu một chiếc xe đua rời khỏi chỗ đổi lốp một cách không an toàn, tay đua đó sẽ bị phạt mười giây theo kiểu stop and go. Các án phạt khác cũng có thể được áp dụng nếu ban quản lý tin rằng tay đua biết rõ điều lệ này và vẫn cố tình vi phạm. Nếu bất kỳ nhân viên nào của đội hoặc thiết bị của đội vẫn còn trên làn xuất phát sau khi tín hiệu 15 giây được hiển thị trước khi bắt đầu vòng đua theo đội hình, thì tay đua có liên quan sẽ phải bắt đầu cuộc đua từ làn pit. Nếu tay đua liên quan không tuân theo điều này, họ sẽ bị phạt mười giây stop and go.

#### Vòng phân hạng
Các quy tắc liên quan đến vòng phân hạng đã được điều chỉnh cho mùa giải 2015. Quy trình của vòng phân hạng đã được làm rõ hơn để phục vụ cho số lượng khác nhau của số lượng xe đua xuất phát:
- Nếu 24 chiếc xe tham gia cuộc đua, bảy chiếc sẽ bị loại sau mỗi phần trong số hai phần đầu tiên
- Nếu 22 chiếc xe tham gia, sáu chiếc sẽ bị loại sau mỗi phần và v.v..[59]

#### Thời gian xuất phát
Các quy tắc liên quan đến thời gian bắt đầu của một số cuộc đua đã được điều chỉnh cho mùa giải 2015. Do vụ tai nạn của Jules Bianchi tại giải đua ô tô Công thức 1 Nhật Bản 2014 trong lúc trời bắt đầu tối nên các chặng đua Úc, Malaysia, Trung Quốc, Nhật Bản và Nga bắt đầu sớm hơn một giờ.

#### An toàn
Trong mùa giải này, những thay đổi khác được đưa ra nhằm tăng cường sự an toàn trong các cuộc đua. Sau vụ tai nạn của Bianchi, xe an toàn ảo (VSC) đã được giới thiệu sau các cuộc thử nghiệm trong ba chặng đua cuối cùng của năm 2014. Xe an toàn ảo có thể được triển khai khi cờ vàng được vẫy kép trên bất kỳ đoạn nào của đường đua mà các tay đua đang cạnh tranh và các người quan sát đang gặp nguy hiểm nhưng xe an toàn ảo không đảm bảo nhiệm vụ của chiếc xe an toàn thực sự. Xe an toàn ảo sẽ buộc tay đua phải giảm tốc độ để phù hợp với tốc độ hiển thị trên màn hình trên vô lăng.
Ngoài ra, quy trình triển khai xe an toàn cũng được sửa đổi:
- Sau khi chiếc xe bị bắt vòng cuối cùng đã vượt qua tay đua dẫn đầu, chiếc xe an toàn quay trở lại làn pit ở cuối vòng sau. Đây là một sự thay đổi so với thông lệ trước đây yêu cầu những chiếc xe bị bắt vòng cuối cùng phải đuổi kịp đoàn sau trước khi xe an toàn có thể quay lại làn pit. Nếu một cuộc đua bị tạm dừng (được gắn cờ đỏ), những chiếc xe sẽ không còn xếp hàng trên làn xuất phát nữa mà thay vào đó sẽ từ từ tiến vào đường pit. Lối ra vào của làn pit sẽ bị đóng và chiếc xe đầu tiên đến làn pit sẽ đi đến lối ra với những chiếc xe khác xếp hàng phía sau theo thứ tự mà họ đến, không kể đến vị trí của cuộc đua hay ga ra của từng đội. Trong những trường hợp nghiêm trọng, tất cả những chiếc xe đua có thể dừng ngay trên đường đua[59].

### Thay đổi những quy định khác
Kể từ giải đua ô tô Công thức 1 Bỉ trở đi, liên lạc vô tuyến từ kỹ sư đến tay đua trong phần mở màn của cuộc đua, chẳng hạn như cài đặt bản đồ mô-men xoắn được khuyến nghị để tăng tốc tối ưu, không còn được phép nữa. Hạn chế này được bổ sung vào các quy định cấm liên lạc qua đài được thực hiện vào cuối mùa giải trước. Thêm vào đó, tay đua cũng không còn được phép thay đổi thiết kế mũ bảo hiểm trong suốt mùa giải. Ngoài ra, quy tắc giới hạn thời gian cũng được điều chỉnh sao cho các cuộc đua kéo dài đúng hai tiếng và người dẫn đầu hoàn thành một vòng và một vòng đầy đủ bổ sung sẽ được thực hiện trước khi cuộc đua kết thúc.

## Tường thuật

### Buổi thử nghiệm tiền mùa giải
Để giảm chi phí, các buổi thử nghiệm trước mùa giải ở Bahrain sẽ không diễn ra và được thay thế bằng ba buổi thử nghiệm trước mùa giải riêng ở Châu Âu:
- Jerez, từ ngày 1 đến ngày 4 tháng 2 năm 2015.
- Barcelona, từ ngày 19 đến 22 tháng 2 năm 2015.
- Barcelona, từ ngày 26 tháng 2 đến ngày 1 tháng 3 năm 2015.

### Diễn biến mùa giải
Trong chặng đua đầu tiên của mùa giải ở Úc, chỉ có 15 tay đua xuất phát do năm tay đua còn lại rút lui hoặc không thể xuất phát. Điều tương tự đã xảy ra tại giải đua ô tô Công thức 1 Hoa Kỳ 2005 khi tất cả các xe sử dụng lốp Michelin đi vào làn pit và bỏ cuộc sau vòng khởi động và chỉ có sáu xe sử dụng lốp Bridgestone tham gia tranh tài cuộc đua. Chặng đua tương tự gần đây nhất là giải đua ô tô Công thức 1 San Marino 1982. Lewis Hamilton giành chiến thắng cuộc đua này trước Nico Rosberg và Sebastian Vettel. Đồng thời, Hamilton cũng đã lập được một hat trick sau khi giành chiến thắng, đứng ở vị trí pole và lập vòng đua nhanh nhất. Các tay đua ghi điểm còn lại trong cuộc đua này là Felipe Massa, Felipe Nasr, Daniel Ricciardo, Nico Hülkenberg, Marcus Ericsson, Carlos Sainz Jr. và Sergio Pérez. Sau cuộc đua này, ba tay đua tân binh Nasr, Sainz và Ericsson lần đầu tiên ghi điểm trong cuộc đua đầu tiên của họ. Button về đích ở vị trí thứ 11 và là người v cuối cùng với khoảng cách kém hai vòng đua. Tay đua tân binh Max Verstappen đã phải bỏ cuộc do gặp vấn đề về động cơ ở vòng đua thứ 34. Sau cuộc đua này, Hamilton đứng trước Rosberg và Vettel trong bảng xếp hạng các tay đua. Trong bảng xếp hạng các tay đua, Mercedes đứng trước Ferrari và Sauber với tổng cộng 43 điểm từ Hamilton và Rosberg.
Tại giải đua ô tô Công thức 1 Malaysia, chặng đua thứ hai của mùa giải, Lewis Hamilton đứng ở vị trí pole. Anh xuất phát tốt và bảo vệ được vị trí dẫn đầu trong khi Rosberg gây sức ép lên để tấn công Vettel nhưng không thể vượt qua. Ở vòng đua thứ tư, phanh của Marcus Ericsson bị hỏng khiến Ericsson lao vào bẫy sỏi. Do vậy, xe an toàn được triển khai để chiếc xe đó có thể bị thu hồi. Sau khi cuộc đua bắt đầu trở lại, Vettel dẫn trước Nico Hülkenberg, Romain Grosjean, Carlos Sainz Jr., Sergio Pérez, Hamilton, Daniel Ricciardo, Felipe Massa, Nico Rosberg và Max Verstappen. Ở vòng đua thứ 18, Vettel đổi lốp lần đầu tiên và tụt xuống thứ ba sau hai tay đua Mercedes. Tuy nhiên, tốc độ của Vettel càng ngày càng nhanh hơn so với các tay đua Mercedes và sau đó, anh vượt qua Rosberg. Trong vài vòng đua tiếp theo, Hülkenberg và Daniil Kvyat va chạm ở góc cua thứ hai và Hülkenberg nhận một án phạt mười giây vì đã gây ra vụ va chạm này. Mặc dù liên tục thay lốp mới trong các vòng đua sau đó, cả hai tay đua Mercedes không thể về đích trước Vettel mặc dù lập thời gian nhanh hơn Vettel. Sau khi cuộc đua kết thúc, Vettel giành chiến thắng trong cuộc đua khoảng 9 giây trước Hamilton và Rosberg. Các tay đua còn lại ghi điểm trong cuộc đua này là Kimi Räikkönen, Valtteri Bottas, Felipe Massa, Max Verstappen, Carlos Sainz Jr., Daniil Kvyat và Daniel Ricciardo. Đó là chiến thắng đầu tiên của Vettel cho Ferrari và là chiến thắng đầu tiên của Ferrari kể từ giải đua ô tô Công thức 1 Tây Ban Nha 2013. Đồng thời, đó cũng là chiến thắng đầu tiên của anh kể từ năm 2013. Ngoài ra, Max Verstappen cũng trở thành tay đua trẻ nhất ghi được điểm trong lịch sử Công thức 1 sau khi về đích ở vị trí thứ bảy và phá được kỷ lục của Kvyat tại giải đua ô tô Công thức 1 Úc 2014. Hamilton tiếp tục dẫn đầu bảng xếp hạng các tay đua trong khi Vettel vượt qua Rosberg để giành vị trí thứ hai. Trong bảng xếp hạng các đội đua, Mercedes dẫn trước Ferrari trong khi Williams giành vị trí thứ ba từ tay Sauber.
Sau khi giải đua ô tô Công thức 1 Trung Quốc bắt đầu, Lewis Hamilton dẫn trước Nico Rosberg và Sebastian Vettel. Tiếp theo đó, Kimi Räikkönen vượt qua cả hai tay đua của Williams ở vòng đua đầu tiên và đứng ở vị trí thứ tư. Ở vòng đua thứ mười, Nico Hülkenberg là tay đua đầu tiên phải bỏ cuộc trong cuộc đua này do hộp số hỏng. Sáu vòng đua sau đó, Daniil Kvyat phải bỏ cuộc do động cơ hỏng. Trong khi các tay đua dẫn đầu xích lại gần nhau hơn, Rosberg liên tục phàn nàn nhiều lần qua đài phát thanh rằng Hamilton đang đua quá chậm và yêu cầu Hamilton phải giữ khoảng cách để lốp xe của Rosberg không bị xuống cấp quá mạnh. Ở vòng đua thứ 48, Jenson Button và Pastor Maldonado va chạm ở cuối đường thẳng xuất phát khiến mũi xe của Button bị hư hại, thế nhưng, Button vẫn có thể tiếp tục cuộc đua. Maldonado cũng có thể tiếp tục đua tiếp nhưng phải bỏ cuộc hai vòng đua sau đó do phanh trục sau có vấn đề. Vì gây ra vụ va chạm này, Button bị phạt năm giây và nhận hai điểm phạt. Trong vòng sáu vòng đua tiếp theo, Max Verstappen phải dừng xe giữa đường thẳng xuất phát do lỗi kỹ thuật. Trong vòng hai vòng đua tiếp theo, Hamilton vượt qua vạch vôi để giành chiến thắng lần thứ hai trong mùa giải, với Rosberg theo sau anh ấy ở vị trí thứ 2 và Vettel ở vị trí thứ 3. Đây cũng là lần thứ ba liên tiếp khi cả ba tay đua giống nhau cùng lên bục vinh quang. Sau cuộc đua, Hamilton cũng thiết lập một hat-trick sau khi lập vòng đua nhanh nhất. Kimi Räikkönen, Felipe Massa, Valtteri Bottas, Romain Grosjean, Felipe Nasr, Daniel Ricciardo và Marcus Ericsson là các tay đua ghi điểm còn lại trong chặng đua này. Ngoài ra, Grosjean có thể ghi điểm đầu tiên cho Lotus trong mùa giải này sau khi về đích ở vị trí thứ 7. Trong bảng xếp hạng các tay đua, Hamilton kéo dài vị trí dẫn đầu của mình trước Vettel và Rosberg. Trong bảng xếp hạng các đội đua, Mercedes tiếp tục dẫn trước Ferrari và Williams.

## Kết quả
| Stt | Chặng đua                             | Vị trí pole      | Vòng đua nhanh nhất | Tay đua giành chiến thắng | Đội đua giành chiến thắng | Diễn biến chi tiết |
| --- | ------------------------------------- | ---------------- | ------------------- | ------------------------- | ------------------------- | ------------------ |
| 1   | Giải đua ô tô Công thức 1 Úc          | Lewis Hamilton   | Lewis Hamilton      | Lewis Hamilton            | Mercedes                  | Chi tiết           |
| 2   | Giải đua ô tô Công thức 1 Malaysia    | Lewis Hamilton   | Nico Rosberg        | Sebastian Vettel          | Ferrari                   | Chi tiết           |
| 3   | Giải đua ô tô Công thức 1 Trung Quốc  | Lewis Hamilton   | Lewis Hamilton      | Lewis Hamilton            | Mercedes                  | Chi tiết           |
| 4   | Giải đua ô tô Công thức 1 Bahrain     | Lewis Hamilton   | Kimi Räikkönen      | Lewis Hamilton            | Mercedes                  | Chi tiết           |
| 5   | Giải đua ô tô Công thức 1 Tây Ban Nha | Nico Rosberg     | Lewis Hamilton      | Nico Rosberg              | Mercedes                  | Chi tiết           |
| 6   | Giải đua ô tô Công thức 1 Monaco      | Lewis Hamilton   | Daniel Ricciardo    | Nico Rosberg              | Mercedes                  | Chi tiết           |
| 7   | Giải đua ô tô Công thức 1 Canada      | Lewis Hamilton   | Kimi Räikkönen      | Lewis Hamilton            | Mercedes                  | Chi tiết           |
| 8   | Giải đua ô tô Công thức 1 Áo          | Lewis Hamilton   | Nico Rosberg        | Nico Rosberg              | Mercedes                  | Chi tiết           |
| 9   | Giải đua ô tô Công thức 1 Anh         | Lewis Hamilton   | Lewis Hamilton      | Lewis Hamilton            | Mercedes                  | Chi tiết           |
| 10  | Giải đua ô tô Công thức 1 Hungary     | Lewis Hamilton   | Daniel Ricciardo    | Sebastian Vettel          | Ferrari                   | Chi tiết           |
| 11  | Giải đua ô tô Công thức 1 Bỉ          | Lewis Hamilton   | Nico Rosberg        | Lewis Hamilton            | Mercedes                  | Chi tiết           |
| 12  | Giải đua ô tô Công thức 1 Ý           | Lewis Hamilton   | Lewis Hamilton      | Lewis Hamilton            | Mercedes                  | Chi tiết           |
| 13  | Giải đua ô tô Công thức 1 Singapore   | Sebastian Vettel | Daniel Ricciardo    | Sebastian Vettel          | Ferrari                   | Chi tiết           |
| 14  | Giải đua ô tô Công thức 1 Nhật Bản    | Nico Rosberg     | Lewis Hamilton      | Lewis Hamilton            | Mercedes                  | Chi tiết           |
| 15  | Giải đua ô tô Công thức 1 Nga         | Nico Rosberg     | Sebastian Vettel    | Lewis Hamilton            | Mercedes                  | Chi tiết           |
| 16  | Giải đua ô tô Công thức 1 Hoa Kỳ      | Nico Rosberg     | Nico Rosberg        | Lewis Hamilton            | Mercedes                  | Chi tiết           |
| 17  | Giải đua ô tô Công thức 1 México      | Nico Rosberg     | Nico Rosberg        | Nico Rosberg              | Mercedes                  | Chi tiết           |
| 18  | Giải đua ô tô Công thức 1 Brasil      | Nico Rosberg     | Lewis Hamilton      | Nico Rosberg              | Mercedes                  | Chi tiết           |
| 19  | Giải đua ô tô Công thức 1 Abu Dhabi   | Nico Rosberg     | Lewis Hamilton      | Nico Rosberg              | Mercedes                  | Chi tiết           |

## Bảng xếp hạng

### Hệ thống ghi điểm
Điểm được trao cho các tay đua về đích ở 10 vị trí đầu tiên.
| Vị trí  | 1  | 2  | 3  | 4  | 5  | 6 | 7 | 8 | 9 | 10 |
| Số điểm | 25 | 18 | 15 | 12 | 10 | 8 | 6 | 4 | 2 | 1  |

### Bảng xếp hạng các tay đua
| Vị trí | Tay đua          | AUS | MAL | CHN | BHR | ESP | MON | CAN | AUT | GBR | HUN | BEL | ITA | SIN | JPN | RUS  | USA | MEX | BRA | ABU | Số điểm |
| ------ | ---------------- | --- | --- | --- | --- | --- | --- | --- | --- | --- | --- | --- | --- | --- | --- | ---- | --- | --- | --- | --- | ------- |
| 1      | Lewis Hamilton   | 1PF | 2P  | 1PF | 1P  | 2F  | 3P  | 1P  | 2P  | 1PF | 6P  | 1P  | 1PF | Ret | 1F  | 1    | 1   | 2   | 2F  | 2F  | 381     |
| 2      | Nico Rosberg     | 2   | 3F  | 2   | 3   | 1P  | 1   | 2   | 1F  | 2   | 8   | 2F  | 17† | 4   | 2P  | RetP | 2PF | 1PF | 1P  | 1P  | 322     |
| 3      | Sebastian Vettel | 3   | 1   | 3   | 5   | 3   | 2   | 5   | 4   | 3   | 1   | 12† | 2   | 1P  | 3   | 2F   | 3   | Ret | 3   | 4   | 278     |
| 4      | Kimi Räikkönen   | Ret | 4   | 4   | 2F  | 5   | 6   | 4F  | Ret | 8   | Ret | 7   | 5   | 3   | 4   | 8    | Ret | Ret | 4   | 3   | 150     |
| 5      | Valtteri Bottas  | DNS | 5   | 6   | 4   | 4   | 14  | 3   | 5   | 5   | 13  | 9   | 4   | 5   | 5   | 12†  | Ret | 3   | 5   | 13  | 136     |
| 6      | Felipe Massa     | 4   | 6   | 5   | 10  | 6   | 15  | 6   | 3   | 4   | 12  | 6   | 3   | Ret | 17  | 4    | Ret | 6   | DSQ | 8   | 121     |
| 7      | Daniil Kvyat     | DNS | 9   | Ret | 9   | 10  | 4   | 9   | 12  | 6   | 2   | 4   | 10  | 6   | 13  | 5    | Ret | 4   | 7   | 10  | 95      |
| 8      | Daniel Ricciardo | 6   | 10  | 9   | 6   | 7   | 5F  | 13  | 10  | Ret | 3F  | Ret | 8   | 2F  | 15  | 15†  | 10  | 5   | 11  | 6   | 92      |
| 9      | Sergio Pérez     | 10  | 13  | 11  | 8   | 13  | 7   | 11  | 9   | 9   | Ret | 5   | 6   | 7   | 12  | 3    | 5   | 8   | 12  | 5   | 78      |
| 10     | Nico Hülkenberg  | 7   | 14  | Ret | 13  | 15  | 11  | 8   | 6   | 7   | Ret | DNS | 7   | Ret | 6   | Ret  | Ret | 7   | 6   | 7   | 58      |
| 11     | Romain Grosjean  | Ret | 11  | 7   | 7   | 8   | 12  | 10  | Ret | Ret | 7   | 3   | Ret | 13† | 7   | Ret  | Ret | 10  | 8   | 9   | 51      |
| 12     | Max Verstappen   | Ret | 7   | 17† | Ret | 11  | Ret | 15  | 8   | Ret | 4   | 8   | 12  | 8   | 9   | 10   | 4   | 9   | 9   | 16  | 49      |
| 13     | Felipe Nasr      | 5   | 12  | 8   | 12  | 12  | 9   | 16  | 11  | DNS | 11  | 11  | 13  | 10  | 20† | 6    | 9   | Ret | 13  | 15  | 27      |
| 14     | Pastor Maldonado | Ret | Ret | Ret | 15  | Ret | Ret | 7   | 7   | Ret | 14  | Ret | Ret | 12  | 8   | 7    | 8   | 11  | 10  | Ret | 27      |
| 15     | Carlos Sainz Jr. | 9   | 8   | 13  | Ret | 9   | 10  | 12  | Ret | Ret | Ret | Ret | 11  | 9   | 10  | Ret  | 7   | 13  | Ret | 11  | 18      |
| 16     | Jenson Button    | 11  | Ret | 14  | DNS | 16  | 8   | Ret | Ret | Ret | 9   | 14  | 14  | Ret | 16  | 9    | 6   | 14  | 14  | 12  | 16      |
| 17     | Fernando Alonso  |     | Ret | 12  | 11  | Ret | Ret | Ret | Ret | 10  | 5   | 13  | 18† | Ret | 11  | 11   | 11  | Ret | 15  | 17  | 11      |
| 18     | Marcus Ericsson  | 8   | Ret | 10  | 14  | 14  | 13  | 14  | 13  | 11  | 10  | 10  | 9   | 11  | 14  | Ret  | Ret | 12  | 16  | 14  | 9       |
| 19     | Roberto Merhi    | DNP | 15  | 16  | 17  | 18  | 16  | Ret | 14  | 12  | 15  | 15  | 16  |     |     | 13   |     |     |     | 19  | 0       |
| 20     | Alexander Rossi  |     |     |     |     |     |     |     |     |     |     |     |     | 14  | 18  |      | 12  | 15  | 18  |     | 0       |
| 21     | Will Stevens     | DNP | DNS | 15  | 16  | 17  | 17  | 17  | Ret | 13  | 16† | 16  | 15  | 15  | 19  | 14   | Ret | 16  | 17  | 18  | 0       |
| —      | Kevin Magnussen  | DNS |     |     |     |     |     |     |     |     |     |     |     |     |     |      |     |     |     |     | 0       |

Chú thích:
- † – Tay đua không hoàn thành toàn bộ cuộc đua nhưng được xếp hạng vì đã hoàn thành hơn 90% của cuộc đua.

### Bảng xếp hạng các đội đua
| Vị trí | Tay đua              | Số xe | AUS | MAL | CHN | BHR | ESP | MON | CAN | AUT | GBR | HUN | BEL | ITA | SIN | JPN | RUS  | USA | MEX | BRA | ABU | Số điểm |
| ------ | -------------------- | ----- | --- | --- | --- | --- | --- | --- | --- | --- | --- | --- | --- | --- | --- | --- | ---- | --- | --- | --- | --- | ------- |
| 1      | Mercedes             | 6     | 2   | 3F  | 2   | 3   | 1P  | 1   | 2   | 1F  | 2   | 8   | 2F  | 17† | 4   | 2P  | RetP | 2PF | 1PF | 1P  | 1P  | 703     |
| 1      | Mercedes             | 44    | 1PF | 2P  | 1PF | 1P  | 2F  | 3P  | 1P  | 2P  | 1PF | 6P  | 1P  | 1PF | Ret | 1F  | 1    | 1   | 2   | 2F  | 2F  | 703     |
| 2      | Ferrari              | 5     | 3   | 1   | 3   | 5   | 3   | 2   | 5   | 4   | 3   | 1   | 12† | 2   | 1P  | 3   | 2F   | 3   | Ret | 3   | 4   | 428     |
| 2      | Ferrari              | 7     | Ret | 4   | 4   | 2F  | 5   | 6   | 4F  | Ret | 8   | Ret | 7   | 5   | 3   | 4   | 8    | Ret | Ret | 4   | 3   | 428     |
| 3      | Williams-Mercedes    | 19    | 4   | 6   | 5   | 10  | 6   | 15  | 6   | 3   | 4   | 12  | 6   | 3   | Ret | 17  | 4    | Ret | 6   | DSQ | 8   | 257     |
| 3      | Williams-Mercedes    | 77    | DNS | 5   | 6   | 4   | 4   | 14  | 3   | 5   | 5   | 13  | 9   | 4   | 5   | 5   | 12†  | Ret | 3   | 5   | 13  | 257     |
| 4      | Red Bull-Renault     | 3     | 6   | 10  | 9   | 6   | 7   | 5F  | 13  | 10  | Ret | 3F  | Ret | 8   | 2F  | 15  | 15†  | 10  | 5   | 11  | 6   | 187     |
| 4      | Red Bull-Renault     | 26    | DNS | 9   | Ret | 9   | 10  | 4   | 9   | 12  | 6   | 2   | 4   | 10  | 6   | 13  | 5    | Ret | 4   | 7   | 10  | 187     |
| 5      | Force India-Mercedes | 11    | 10  | 13  | 11  | 8   | 13  | 7   | 11  | 9   | 9   | Ret | 5   | 6   | 7   | 12  | 3    | 5   | 8   | 12  | 5   | 136     |
| 5      | Force India-Mercedes | 27    | 7   | 14  | Ret | 13  | 15  | 11  | 8   | 6   | 7   | Ret | DNS | 7   | Ret | 6   | Ret  | Ret | 7   | 6   | 7   | 136     |
| 6      | Lotus-Mercedes       | 8     | Ret | 11  | 7   | 7   | 8   | 12  | 10  | Ret | Ret | 7   | 3   | Ret | 13† | 7   | Ret  | Ret | 10  | 8   | 9   | 78      |
| 6      | Lotus-Mercedes       | 13    | Ret | Ret | Ret | 15  | Ret | Ret | 7   | 7   | Ret | 14  | Ret | Ret | 12  | 8   | 7    | 8   | 11  | 10  | Ret | 78      |
| 7      | Toro Rosso-Renault   | 33    | Ret | 7   | 17† | Ret | 11  | Ret | 15  | 8   | Ret | 4   | 8   | 12  | 8   | 9   | 10   | 4   | 9   | 9   | 16  | 67      |
| 7      | Toro Rosso-Renault   | 55    | 9   | 8   | 13  | Ret | 9   | 10  | 12  | Ret | Ret | Ret | Ret | 11  | 9   | 10  | Ret  | 7   | 13  | Ret | 11  | 67      |
| 8      | Sauber-Ferrari       | 9     | 8   | Ret | 10  | 14  | 14  | 13  | 14  | 13  | 11  | 10  | 10  | 9   | 11  | 14  | Ret  | Ret | 12  | 16  | 14  | 36      |
| 8      | Sauber-Ferrari       | 12    | 5   | 12  | 8   | 12  | 12  | 9   | 16  | 11  | DNS | 11  | 11  | 13  | 10  | 20† | 6    | 9   | Ret | 13  | 15  | 36      |
| 9      | McLaren-Honda        | 14    |     | Ret | 12  | 11  | Ret | Ret | Ret | Ret | 10  | 5   | 13  | 18† | Ret | 11  | 11   | 11  | Ret | 15  | 17  | 27      |
| 9      | McLaren-Honda        | 20    | DNS |     |     |     |     |     |     |     |     |     |     |     |     |     |      |     |     |     |     | 27      |
| 9      | McLaren-Honda        | 22    | 11  | Ret | 14  | DNS | 16  | 8   | Ret | Ret | Ret | 9   | 14  | 14  | Ret | 16  | 9    | 6   | 14  | 14  | 12  | 27      |
| 10     | Marussia-Ferrari     | 28    | DNP | DNS | 15  | 16  | 17  | 17  | 17  | Ret | 13  | 16† | 16  | 15  | 15  | 19  | 14   | Ret | 16  | 17  | 18  | 0       |
| 10     | Marussia-Ferrari     | 53    |     |     |     |     |     |     |     |     |     |     |     |     | 14  | 18  |      | 12  | 15  | 18  |     | 0       |
| 10     | Marussia-Ferrari     | 98    | DNP | 15  | 16  | 17  | 18  | 16  | Ret | 14  | 12  | 15  | 15  | 16  |     |     | 13   |     |     |     | 19  | 0       |

Chú thích:
- † – Tay đua không hoàn thành toàn bộ cuộc đua nhưng được xếp hạng vì đã hoàn thành hơn 90% của cuộc đua.

Chú thích mở rộng cho các bảng trên:
| Chú thích                | Chú thích                                |
| Màu                      | Ý nghĩa                                  |
| ------------------------ | ---------------------------------------- |
| Vàng                     | Chiến thắng                              |
| Bạc                      | Hạng 2                                   |
| Đồng                     | Hạng 3                                   |
| Xanh lá                  | Các vị trí ghi điểm khác                 |
| Xanh dương               | Được xếp hạng                            |
| Xanh dương               | Không xếp hạng, có hoàn thành (NC)       |
| Tím                      | Không xếp hạng, bỏ cuộc (Ret)            |
| Đỏ                       | Không phân hạng (DNQ)                    |
| Đen                      | Bị loại khỏi kết quả (DSQ)               |
| Trắng                    | Không xuất phát (DNS)                    |
| Trắng                    | Chặng đua bị hủy (C)                     |
|                          | Không đua thử (DNP)                      |
| Loại trừ (EX)            |                                          |
| Không đến (DNA)          |                                          |
| Rút lui (WD)             |                                          |
| Không tham gia (ô trống) |                                          |
| Ghi chú                  | Ý nghĩa                                  |
| P                        | Giành vị trí pole                        |
| Số mũ cao                | Vị trí giành điểm tại chặng đua nước rút |
| F                        | Vòng đua nhanh nhất                      |